# Liễu Lâm (trung tướng)
Liễu Lâm (tiếng Trung: 柳林; bính âm: Liǔ Lín; sinh năm 1964) là một trung tướng của Quân Giải phóng Nhân dân Trung Quốc (PLA), từng là tư lệnh của Quân khu Tân Cương vào năm 2021.

## Tiểu sử
Liễu Lâm sinh năm 1964. Vào tháng 7 năm 2015, ông trở thành Phó chỉ huy trưởng Quân khu Nam Giang, lên chức chỉ huy vào tháng 3 năm 2019. Năm 2020, ông dẫn đầu các phái đoàn tham gia Cuộc đàm phán Cấp Tư lệnh Ấn Độ-Trung Quốc. Vào tháng 3 năm 2021, ông được giao làm chỉ huy trưởng Quân khu Tân Cương, thay thế Uông Hải Giang. Vào tháng 9 năm 2021, ông được nhận vào ủy viên thường vụ Khu ủy Tân Cương của Đảng Cộng sản Trung Quốc, cơ quan quyền lực hàng đầu của khu vực.
Ông được thăng quân hàm thiếu tướng vào tháng 1 năm 2015 và trung tướng vào năm 2021.